# Muswama Kambundji
Muswama Kambundji [Aussprache: Mu-swa-ma Kam-bun-dschi] (* 2. Januar 1996 in Bern) ist eine Schweizer Leichtathletin und Bobfahrerin.

## Leben
Kambundji wuchs als zweitjüngste von vier Töchtern einer Schweizer Mutter und eines Vaters aus dem Kongo in Bern auf. Sie ist die Schwester der Sprinterin Mujinga Kambundji und der Hürdenläuferin Ditaji Kambundji.

## Sportliche Laufbahn
Die Berner Leichtathletin gehörte als Sechste über 100 Meter an der Schweizer Meisterschaft 2017 zu den schnellsten Schweizerinnen. In den Jahren 2017 und 2020 war sie jeweils zehntbeste Schweizerin über 100 m. Ihre 100-Meter-Bestzeit beträgt aktuell 11,84 Sekunden.
Da eine ihrer Stärken die Beschleunigung auf den ersten Metern ist, wagte Kambundji in der Wintersaison 2017/18 einen Ausflug in den Eiskanal und stieg als schnelle Anschieberin in den Bob der Zürcher Pilotin Martina Fontanive. Zusammen bestritten sie ein Europacuprennen und starteten in Altenberg (GER) erstmals im Weltcup. Muswama Kambundji beendete ihre erste Bobsaison zusammen mit der Pilotin Paulina Götschi mit der Teilnahme an der Junioren-WM mit einem fünften Rang in der Kategorie U23.
Nach einem Unterbruch gesellte sich Muswama Kambundji Ende 2023 als eine der Anschieberinnen zur Pilotin Melanie Hasler. Auch in der Saison 2024/25 bildeten Hasler und Kambundji zeitweise ein Zweierbob-Gespann. Im Januar 2025 kam sie in St. Moritz erstmals  im Team von Debora Annen zum Einsatz.

## Persönliche Bestleistungen
- 100 m : 11,84 s (+1,2 m/s), 31. Juli 2020 beim Aarauer Abendmeeting